# Kummerow (powiat Mecklenburgische Seenplatte)
Kummerow (pol. hist. Komorów) – miejscowość i gmina w Niemczech,  w kraju związkowym Meklemburgia-Pomorze Przednie, w powiecie Mecklenburgische Seenplatte, wchodząca w skład Związku Gmin Malchin am Kummerower See.
Dzielnice: Axelhof, Kummerow, Leuschentin i Maxfelde.